# 阿布-贝克尔·本·奥马尔

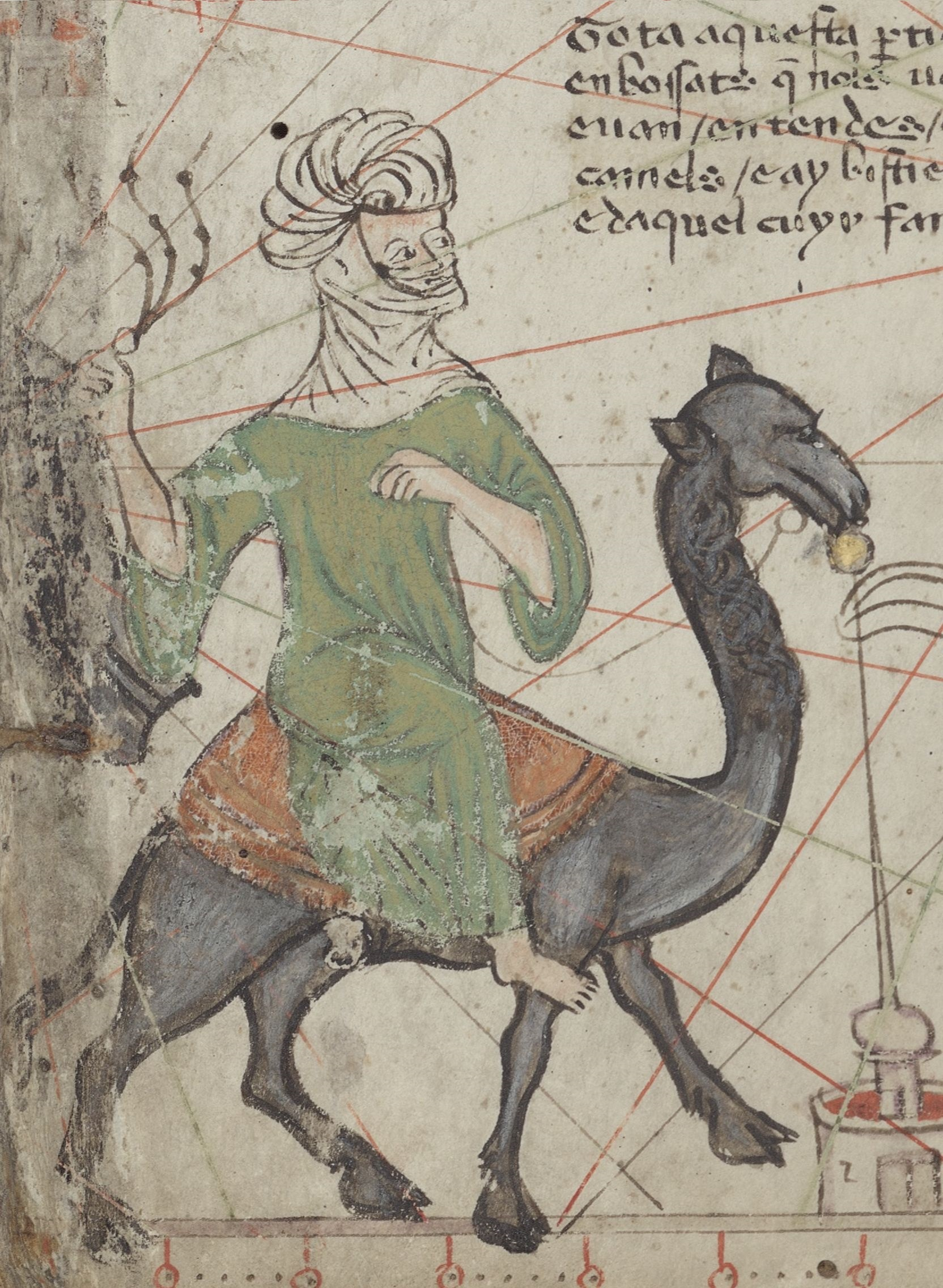
1375年图画，可能是阿布-贝克尔·本·奥马尔，加泰隆尼亞地圖集

阿布-贝克尔·本·奥马尔（阿拉伯语：أبو بكر بن عمر；？—1087年），11世纪北非桑哈贾柏柏尔人酋长，拉姆图纳（Lamtuna）部落领袖，1056年至1087年为穆拉比特运动领袖。

## 生平
阿布-贝克尔的兄弟叶海亚·本·奥马尔是拉姆图纳部落酋长，自1046年起同神学家阿卜杜拉·本·亚辛联合，发动部落战争，传播正统伊斯兰教教义，是为穆拉比特运动。1056年，叶海亚身亡，阿卜杜拉指派阿布-贝克尔继任酋长及军事领袖。当年年底，阿布-贝克尔率军收复被叛军攻占的东部重镇西吉尔马萨（Sijilmasa）。为防守西吉尔马萨，阿布-贝克尔率军控制了摩洛哥南部的交通要道，并将拉姆塔（Lamta）部落和加祖拉（Gazzula）部落纳入麾下。1057年，攻占苏斯地区首府塔鲁丹特。随后，阿卜杜拉·本·亚辛说服大阿特拉斯山脉的马斯穆达部落，后者允许阿布-贝克尔的军队通过关隘，在1058年轻易攻下了泽纳塔部落控制的重镇阿格马特（Aghmat）。
1059年，阿卜杜拉·本·亚辛遭到巴尔加瓦塔（Barghawata）部落偷袭身亡。阿布-贝克尔于是率军征服巴尔加瓦塔部落，完成复仇。此时的阿布-贝克尔也成为穆拉比特运动的唯一领袖。他迎娶了当时阿格马特最富有的女子宰纳布（Zaynab an-Nafzawiyyah）。宰纳布了解当时摩洛哥南部地区的政治局势，有助于阿布-贝克尔后续的征服活动。不过阿布-贝克尔无法习惯阿格马特的城市生活，于是在1060年或1061年出走沙漠，在坦西夫特河（Tensift）沿岸的牧场扎营。其营地最终发展为摩洛哥的著名古都马拉喀什。
阿布-贝克尔任命其堂兄弟优素福·本·塔什芬统治阿格马特，并指派他负责北部和泽纳塔部落的战事。在1060年代的近十年内，优素福率军屡屡建功，将泽纳塔人的据点逐一占领，并攻克前伊德里斯王朝都城非斯。然而穆拉比特运动内部却对优素福的北方战事有所不满，认为其征服活动浪费钱财、毫无意义。异议者和此前反叛的古达拉（Guddala）部落联合，挑战阿布-贝克尔和优素福的权威。阿布-贝克尔率军出征平叛，依照传统在临行前和妻子宰纳布离婚。宰纳布听取阿布-贝克尔的建议，又嫁给优素福。然而阿布-贝克尔平叛凯旋后，优素福却不愿移交权力。二人经过商议，决定南北分治，优素福继续统治北方，但在铸币上需以阿布-贝克尔作为君主名。
1076年起，阿布-贝克尔率军穿越撒哈拉沙漠，进攻加纳帝国。阿布-贝克尔在西非的征服活动据信远达马里和加奥，并开启了伊斯兰教在当地的传播。1087年，阿布-贝克尔逝世，其领地被子嗣和甥侄瓜分。西非当地的口头传说中有阿布-贝克尔死因的多种说法。毛里塔尼亚人认为他在穿越关隘时被一名旺加拉人（Wangara）盲酋长射死。沃洛夫人声称他被塞雷尔人勇士阿马尔·戈多马特（Amar Godomat）射死；而且，阿布-贝克尔还迎娶一位富拉尼人妻子，在他死后诞下一子，名为恩賈賈内·恩賈耶（Ndiadiane Ndiaye），他在1287年创立了瓦洛王国（Waalo）。

### 书目
- Ibn Idhari, Al-bayan al-mughrib Part III, annotated Spanish translation by A. Huici Miranda, Valencia, 1963.
- N. Levtzion & J.F.P. Hopkins, Corpus of early Arabic sources for West African history, Cambridge University Press, 1981, ISBN 0-521-22422-5 (reprint: Markus Wiener, Princeton, 2000, ISBN 1-55876-241-8).

| 前任： 叶海亚·本·奥马尔·拉姆图尼、阿卜杜拉·本·亚辛 | 穆拉比特王朝 1056–1087 | 繼任： 优素福·本·塔什芬 |